# Motrix
Motrix fu una marca automobilistica tedesca.

## Storia
La società Rollfix-Werke Frederic Schröder KG di Hamburg-Wandsbek nel 1934 acquisisce la Rollfix Eilwagen GmbH che produceva automobili. Il marchio usato fu Motrix. Nel 1936 la produzione finì.

## Autoveicoli
La società fabbricò solo un triciclo.